# 木曽御嶽本教
木曽御嶽本教（きそおんたけほんきょう）は、霊峰・御嶽山を信仰する、御嶽信仰の教団である。主神は、御嶽大神（国常立尊、大己貴命、少彦名命の三柱の神様を一体としたもの）こと、御嶽山蔵王大権現。

## 概要
木曽御嶽山信仰（御嶽講）を起源とし、総本庁と天昇殿事務所を長野県木曽町三岳に置く。
奈良県奈良市に教団本部のある教派神道十三派のひとつ「御嶽教」としばしば混同されるが、別の団体である。
昭和21年（1946年）の宗教法人令施行を契機として、御嶽神社を主体とした本来の御嶽信仰に復帰しようとする運動がおこり、御嶽山黒沢口の御嶽神社を中心に創立された。これにより中部地方の各教会に動揺が生じ、多数の教会が御嶽教を離脱し、木曽御嶽本教に合流した。
黒沢口の御嶽神社は戦後神社本庁に属したため、木曽御嶽本教は教規に「この法人の包括する教会は、長野県木曽郡三岳村御嶽神社を総本山と仰ぎ、神事、式典及び行事の根源として総ての儀軌に則る」と定めている。

## 御嶽信仰の特徴
御嶽信仰における霊的観念については、仏教と神道の神仏習合による両部神道の神観念、神仏分離後の神道と仏教、神道と民俗宗教との神観念などが複雑に混ざり合っている。神道系や仏教系の教義によって意味づけられた高神としての神観念、行者の死後に神霊化したとされる諸霊神、一般に広く存在する死霊や動物霊などの精霊観が密接に関連しながら体系づけられ、全体を構成している。

## 御嶽信仰の歴史

### 初期の信仰
木曽御嶽山は古くより山岳信仰の道場として知られ、役小角（役行者・神変大菩薩）・弘法大師空海・源義仲・武田勝頼などの宗教家や武士が、法力成就のため、また、戦勝祈願のために登拝してきた。当時の御嶽山は登拝のために100日の厳しい精進潔斎を義務づけていたため、登拝できる者は限られていた。

### 江戸時代初期
江戸時代になると、尾張藩は、木曽谷一体を「御留山（おとめやま）」として、入山を禁止した。これは、国防および山林の保護、また、ヒノキ材の独占が目的であった。これにより登拝は一時中断され、信仰の拡大も停止した。

### 江戸時代中期
天明3年（1783年）から木曽谷一帯では飢饉が続き、社会不安が広がっていた。
天明5年（1785年）、覚明が、御嶽山黒沢口より登拝を強行した。
この際、覚明は、未許可かつ精進潔斎を簡略化して登拝したため、御嶽神社や尾張藩より厳しい弾圧を受けた。
覚明行者はその一年後に亡くなったが、多くの民衆の支持を受け、後を継ぐ者が続出し、その結果、寛政3年（1791年）に一般人の登拝が可能になった。
覚明が支持されたのは、この社会不安の中で人々のあいだに神仏にすがる感情が高まった影響とされている。
また同時期に、王滝口で活動していた普寛は、寛政4年（1792年）に王滝口より登拝を行った。
普寛は、御嶽山の神は御嶽山蔵王大権現（国之常立神・大己貴命・少彦名命の三柱で一体とする）であると、御嶽信仰に独自の解釈を加えてそれを定着させた。

### 明治時代
明治になると、明治政府によって神仏習合を禁止するため「神仏判然の令」（神仏分離令）が布告され、これにより御嶽信仰の継続にも危機が訪れる。そこで行者たちは信仰を守るため、御嶽山蔵王大権現を「御嶽大神」という呼び名に改め、教義についても国家に認められやすいように整理した。そして現在に至る。

## 修験道との関連
「御嶽山は御由来記にあります通り、役小角行者が蔵宝鏡を此の霊山に奉斎せられ、蔵王菩薩を勧請して修験道の道場とし、空海上人は本地垂跡を唱道せられ、御嶽山に登拝し御嶽三社大権現、或いは御嶽山蔵王大権現と尊崇し両部神道の道場とし」とあるように、元は修験道の道場であった。修験者たちによって開山されたことは、現在に至るまで主神を蔵王大権現としている点からも明らかである。
また、修験道との関係を示すものとして、御嶽の四門があげられる。四門とは吉野金峯山などに見られるように、「発心（東）」・「修行（南）」・「菩提（西）」・涅槃（北）」の各問を指す。御嶽信仰ではそれぞれ御嶽山を中心に、東は木曽福島の神戸、南は三浦山中の拝殿山、西は飛騨街道筋の長峰峠、北は奈良井・薮原の鳥居峠に位置している。
従って、御嶽山の修行者と近しい存在に「修験者」や「山伏」が存在するが、御嶽信仰ではその呼称を用いることはあまりなく、多くの場合「行者」と呼ばれている。